# Okręty podwodne typu Ethan Allen
Okręty podwodne typu Ethan Allen (typ 608) amerykańskie okręty podwodne o napędzie atomowym, przenoszące pociski balistyczne klasy SLBM. Zbudowano pięć okrętów tego typu, które wchodziły do służby w US Navy w latach 1961–1963.
Wraz z czterema innymi typami strategicznych okrętów podwodnych, jednostki typu Ethan Allen należały do grupy okrętów nazywanej „41 for Freedom”, która składała się z czterdziestu jeden jednostek wyposażonych w pociski balistyczne.

## Historia
Projekt okrętów typu Ethan Allen powstał w wyniku wprowadzenia niewielkich zmian w konstrukcji produkowanych wcześniej okrętów typu George Washington. Zamówienie na pierwszą jednostkę typu USS „Ethan Allen” złożono 17 lipca 1958 w stoczni Electric Boat. Rozpoczęcie budowy miało miejsce 14 września 1959. Wodowanie nastąpiło 22 listopada 1960, wejście do służby 8 sierpnia 1961.
6 maja 1962 r., operujący w ramach Floty Pacyfiku pierwszy okręt tego typu USS „Ethan Allen”, przeprowadził jedyny w historii US Navy test pocisku balistycznego (Polaris A-1) w pełni uzbrojonego w głowicę jądrową. W związku z traktatem o ograniczeniu zbrojeń strategicznych (SALT), niektóre okręty tego typu zostały przeklasyfikowane na okręty myśliwskie. Okręty początkowo były wyposażone w pociski balistyczne typu Polaris A-2, które następnie w wyniku modernizacji wymieniono na Polaris A-3.